# Argentína az 1976. évi nyári olimpiai játékokon
Argentína a kanadai Montréalban megrendezett 1976. évi nyári olimpiai játékok egyik részt vevő nemzete volt. Az országot az olimpián 12 sportágban 69 sportoló képviselte, akik érmet nem szereztek.

## Atlétika
Férfi
| Versenyző         | Versenyszám | Selejtező | Selejtező | Döntő    | Döntő    |
| Versenyző         | Versenyszám | Eredmény  | Helyezés  | Eredmény | Helyezés |
| ----------------- | ----------- | --------- | --------- | -------- | -------- |
| Juan Adolfo Turri | Súlylökés   | 17,76 m   | 21.       | kiesett  | kiesett  |

| Versenyző    | Versenyszám | 100 m | 100 m | Távolugrás | Távolugrás | Súlylökés | Súlylökés | Magasugrás | Magasugrás | 400 m | 400 m | 110 m gát | 110 m gát | Diszkoszvetés | Diszkoszvetés | Rúdugrás | Rúdugrás | Gerelyhajítás | Gerelyhajítás | 1500 m  | 1500 m | Végeredmény | Végeredmény |
| Versenyző    | Versenyszám | Idő   | Pont  | Eredmény   | Pont       | Eredmény  | Pont      | Eredmény   | Pont       | Idő   | Pont  | Idő       | Pont      | Eredmény      | Pont          | Eredmény | Pont     | Eredmény      | Pont          | Idő     | Pont   | Pont        | Helyezés    |
| ------------ | ----------- | ----- | ----- | ---------- | ---------- | --------- | --------- | ---------- | ---------- | ----- | ----- | --------- | --------- | ------------- | ------------- | -------- | -------- | ------------- | ------------- | ------- | ------ | ----------- | ----------- |
| Tito Steiner | Tízpróba    | 11,37 | 780   | 673 cm     | 750        | 13,85 m   | 719       | 184 cm     | 661        | 50,30 | 801   | 15,82     | 753       | 40,26 m       | 670           | 380 cm   | 562      | 49,74 m       | 585           | 4:43,16 | 661    | 6942        | 22.         |

## Birkózás
Kötöttfogású
| Versenyző      | Versenyszám | 1. forduló                       | 2. forduló                                | 3. forduló                      | 4. forduló        | 5. forduló        | 6. forduló        | Döntő             | Helyezés    |
| Versenyző      | Versenyszám | Ellenfél Eredmény                | Ellenfél Eredmény                         | Ellenfél Eredmény               | Ellenfél Eredmény | Ellenfél Eredmény | Ellenfél Eredmény | Ellenfél Eredmény | Helyezés    |
| -------------- | ----------- | -------------------------------- | ----------------------------------------- | ------------------------------- | ----------------- | ----------------- | ----------------- | ----------------- | ----------- |
| Sergio Fiszman | 68 kg       | Toma Ferenc (HUN) · kétvállas    | Nedelcso Nedev (BUL) · kétvállas          | kiesett                         | kiesett           | kiesett           | kiesett           | kiesett           | helyezetlen |
| Daniel Verník  | 100 kg      | erőnyerő                         | Andrzej Skrzydlewski (POL) · kétvállas    | Heinz Schäfer (FRG) · kétvállas | kiesett           |                   |                   | kiesett           | helyezetlen |
| Carlos Braconi | +100 kg     | Einar Gundersen (NOR) · kizárták | Alekszandr Kolcsinszkij (URS) · kétvállas | kiesett                         | kiesett           |                   |                   | kiesett           | helyezetlen |

Szabadfogású
| Versenyző      | Versenyszám | 1. forduló                         | 2. forduló                      | 3. forduló                            | 4. forduló        | 5. forduló        | 6. forduló        | Döntő             | Helyezés    |
| Versenyző      | Versenyszám | Ellenfél Eredmény                  | Ellenfél Eredmény               | Ellenfél Eredmény                     | Ellenfél Eredmény | Ellenfél Eredmény | Ellenfél Eredmény | Ellenfél Eredmény | Helyezés    |
| -------------- | ----------- | ---------------------------------- | ------------------------------- | ------------------------------------- | ----------------- | ----------------- | ----------------- | ----------------- | ----------- |
| Sergio Fiszman | 68 kg       | Joseph Gilligan (GBR) · kétvállas  | Arona Mané (SEN) · kétvállas    | Mohamed Reza Navaie (IRI) · kétvállas | kiesett           | kiesett           | kiesett           | kiesett           | helyezetlen |
| Daniel Verník  | 100 kg      | Robert N'Diaye (SEN) · kétvállas   | Ivan Jarigin (URS) · kétvállas  | Petr Drozda (TCH) · kétvállas         | kiesett           | kiesett           |                   | kiesett           | 8.          |
| Carlos Braconi | +100 kg     | Iszogai Jorihide (JPN) · kétvállas | Mamadou Sakho (SEN) · kétvállas | kiesett                               | kiesett           | kiesett           | kiesett           | kiesett           | helyezetlen |

## Cselgáncs
| Versenyző      | Versenyszám  | Csoport | Selejtező         | 32-es főtábla                      | Nyolcaddöntő              | Negyeddöntő             | Elődöntő               | Vigaszág negyeddöntő | Vigaszág elődöntő | Bronz- mérkőzés                  | Döntő             | Helyezés |
| Versenyző      | Versenyszám  | Csoport | Ellenfél Eredmény | Ellenfél Eredmény                  | Ellenfél Eredmény         | Ellenfél Eredmény       | Ellenfél Eredmény      | Ellenfél Eredmény    | Ellenfél Eredmény | Ellenfél Eredmény                | Ellenfél Eredmény | Helyezés |
| -------------- | ------------ | ------- | ----------------- | ---------------------------------- | ------------------------- | ----------------------- | ---------------------- | -------------------- | ----------------- | -------------------------------- | ----------------- | -------- |
| Oscar Strático | Váltósúly    | B       |                   | Jhonny MacKay (ECU) · GY           | Ezio Gamba (ITA) · V      | kiesett                 | kiesett                |                      |                   |                                  |                   | 13.      |
| Jorge Portelli | Félnehézsúly | A       | erőnyerő          | Dambajavyn Tsend–Ayuush (MGL) · GY | David Starbrook (GBR) · V | kiesett                 | kiesett                |                      |                   |                                  |                   | 12.      |
| Jorge Portelli | Nyílt        | B       |                   | Jaime Felipa (AHO) · visszalépett  | José Ibañez (CUB) · GY    | Klaus Wallas (AUT) · GY | Keith Remfry (GBR) · V |                      |                   | Cso Dzsegi (Jo Jae-gi) (KOR) · V |                   | 5.       |

## Evezés
Férfi
| Versenyző                                                                                    | Versenyszám              | Előfutam | Előfutam | Vigaszág | Vigaszág | Elődöntő | Elődöntő | Döntő   | Döntő   | Döntő   | Helyezés    |
| Versenyző                                                                                    | Versenyszám              | Idő      | Hely.    | Idő      | Hely.    | Idő      | Hely.    | Típus   | Idő     | Hely.   | Helyezés    |
| -------------------------------------------------------------------------------------------- | ------------------------ | -------- | -------- | -------- | -------- | -------- | -------- | ------- | ------- | ------- | ----------- |
| Ricardo Ibarra                                                                               | Egypárevezős             | 7:17,41  | 1.       | erőnyerő | erőnyerő | 6:57,41  | 1.       | A       | 8:03,05 | 6.      | 6.          |
| Jorge Molina Marcelo Gismondi Juan Tuma Carlos Denari                                        | Kormányos nélküli négyes | 6:49,33  | 5.       | 6:30,56  | 6.       | kiesett  | kiesett  | kiesett | kiesett | kiesett | helyezetlen |
| Hugo Aberastegui Gerardo Constantini Ignacio Ruiz Raúl Tettamanti Jorge Segurado (kormányos) | Kormányos négyes         | 7:04,38  | 5.       | 6:26,89  | 4.       | kiesett  | kiesett  | kiesett | kiesett | kiesett | helyezetlen |

## Gyeplabda
| Argentin férfi gyeplabdacsapat-játékoskeret | Argentin férfi gyeplabdacsapat-játékoskeret                                                                                             |
| --- | --- |
| - Fernando Calp - Luis Antonio Costa - Julio César Cufre - Jorge Disera - Marcelo Garrafo - Flavio de Giacomi - Jorge Ivorra - Gustavo Paolucci | - Marcelo Pazos - Daniel Portugués - César Raguso - Jorge Ruiz - Alberto Sabbione - Jorge Sabbione - Osvaldo Zanni - Alfredo Quaquarini |

### Eredmények
Csoportkör
A csoport
| Csapat           | M | Gy | D | V | G+ | G– | Gk | P  |
| ---------------- | - | -- | - | - | -- | -- | -- | -- |
| Hollandia (NED)  | 5 | 5  | 0 | 0 | 11 | 3  | +8 | 10 |
| Ausztrália (AUS) | 5 | 3  | 0 | 2 | 14 | 6  | +8 | 6  |
| India (IND)      | 5 | 3  | 0 | 2 | 12 | 9  | +3 | 6  |
| Malajzia (MAS)   | 5 | 2  | 0 | 3 | 3  | 7  | –4 | 4  |
| Kanada (CAN)     | 5 | 1  | 0 | 4 | 4  | 11 | –7 | 2  |
| Argentína (ARG)  | 5 | 1  | 0 | 4 | 4  | 12 | –8 | 2  |

| 1976. július 18. | India (IND)                    | 4 – 0   | Argentína (ARG) |  |
| 1976. július 18. | Ajit Singh 2 C. Singh S. Singh | (2 – 0) |                 |  |

| 1976. július 20. | Argentína (ARG) | 1 – 3   | Kanada (CAN)         |  |
| 1976. július 20. | J. Sabbione     | (0 – 2) | Hobkirk Plummer Hoos |  |

| 1976. július 21. | Malajzia (MAS) | 2 – 0   | Argentína (ARG) |  |
| 1976. július 21. | Mahendran Kooi | (0 – 0) |                 |  |

| 1976. július 23. | Hollandia (NED) | 1 – 0   | Argentína (ARG) |  |
| 1976. július 23. | Litjens         | (1 – 0) |                 |  |

| 1976. július 24. | Ausztrália (AUS) | 2 – 3   | Argentína (ARG)         |  |
| 1976. július 24. | Cooke Riley      | (1 – 1) | Disera Garrafo Paolucci |  |

A 9–11. helyért
| 1976. július 28. | Belgium (BEL)                 | 3 – 2 (h. u.) | Argentína (ARG) |  |
| 1976. július 28. | Van Tuyckom 2 M. Vanderborght | (1 – 1)       | Ruiz Paolucci   |  |

| Csapat          | Helyezés |
| --------------- | -------- |
| Argentína (ARG) | 11.      |

## Kerékpározás

### Országúti kerékpározás
Férfi
| Versenyző                                                          | Versenyszám     | Idő              | Helyezés      |
| ------------------------------------------------------------------ | --------------- | ---------------- | ------------- |
| Osvaldo Benvenuti                                                  | Mezőnyverseny   | nem ért célba    | nem ért célba |
| Oswaldo Frossasco                                                  | Mezőnyverseny   | nem ért célba    | nem ért célba |
| Juan Carlos Haedo                                                  | Mezőnyverseny   | nem ért célba    | nem ért célba |
| Raúl Labbate                                                       | Mezőnyverseny   | nem ért célba    | nem ért célba |
| Osvaldo Benvenuti Oswaldo Frossasco Juan Carlos Haedo Raúl Labbate | Csapat időfutam | 2:24:48 (+15:55) | 22.           |

## Lovaglás
Díjlovaglás
| Versenyző            | Ló       | Versenyszám | Selejtező | Selejtező | Döntő   | Döntő    |
| Versenyző            | Ló       | Versenyszám | Pont      | Hely.     | Pont    | Helyezés |
| -------------------- | -------- | ----------- | --------- | --------- | ------- | -------- |
| Guillermo Pellegrini | Rosicler | Egyéni      | 1294      | 26.       | kiesett | kiesett  |

Díjugratás
| Versenyző                                           | Ló                          | Versenyszám | 1. forduló   | 1. forduló   | 2. forduló | 2. forduló | Összesen | Összesen |
| Versenyző                                           | Ló                          | Versenyszám | Pont         | Hely.        | Pont       | Hely.      | Pont     | Helyezés |
| --------------------------------------------------- | --------------------------- | ----------- | ------------ | ------------ | ---------- | ---------- | -------- | -------- |
| Jorge Llambi                                        | Chimborazo                  | Egyéni      | visszalépett | visszalépett | kiesett    | kiesett    | kiesett  | kiesett  |
| Argentino Molinuevo, Jr.                            | Marsupial                   | Egyéni      | 8,00         | 10.          | 27,50      | 18.        | 35,50    | 18.      |
| Roberto Tagle                                       | Simple                      | Egyéni      | 12,00        | 22.          | kiesett    | kiesett    | 12,00    | 22.*     |
| Jorge Llambi Argentino Molinuevo, Jr. Roberto Tagle | Chimborazo Marsupial Simple | Csapat      | visszalépett | visszalépett | kiesett    | kiesett    | kiesett  | kiesett  |

Lovastusa
| Versenyző                                                      | Ló                                 | Versenyszám | Díjlovaglás | Díjlovaglás | Tereplovaglás | Tereplovaglás | Díjugratás | Díjugratás | Végeredmény | Végeredmény |
| Versenyző                                                      | Ló                                 | Versenyszám | Bünt.       | Hely.       | Bünt.         | Hely.         | Bünt.      | Hely.      | Bünt.       | Helyezés    |
| -------------------------------------------------------------- | ---------------------------------- | ----------- | ----------- | ----------- | ------------- | ------------- | ---------- | ---------- | ----------- | ----------- |
| Carlos Alfonso                                                 | Ucase                              | Egyéni      | 117,91      | 48.         | 321,20        | 32.           | 10,00      | 14.        | 449,11      | 27.         |
| Ángel Boyenechea                                               | Rasputin                           | Egyéni      | 94,16       | 31.         | kizárták      | kizárták      | kiesett    | kiesett    | kiesett     | kiesett     |
| Rodolfo Grazzini                                               | Veracruz                           | Egyéni      | 88,34       | 23.         | 420,80        | 34.           | 20,75      | 29.        | 529,89      | 28.         |
| Carlos Rawson                                                  | Dos de Oro                         | Egyéni      | 87,50       | 22.         | nem ért célba | nem ért célba | kiesett    | kiesett    | kiesett     | kiesett     |
| Carlos Alfonso Ángel Boyenechea Rodolfo Grazzini Carlos Rawson | Ucase Rasputin Veracruz Dos de Oro | Csapat      | 270,00      | 10.         | nem ért célba | nem ért célba | kiesett    | kiesett    | kiesett     | kiesett     |

* - két másik versenyzővel azonos eredményt ért el

## Ökölvívás
| Versenyző           | Versenyszám  | Selejtező         | 32-es főtábla                           | Nyolcaddöntő                                  | Negyeddöntő                    | Elődöntő          | Döntő             | Helyezés |
| Versenyző           | Versenyszám  | Ellenfél Eredmény | Ellenfél Eredmény                       | Ellenfél Eredmény                             | Ellenfél Eredmény              | Ellenfél Eredmény | Ellenfél Eredmény | Helyezés |
| ------------------- | ------------ | ----------------- | --------------------------------------- | --------------------------------------------- | ------------------------------ | ----------------- | ----------------- | -------- |
| Héctor Patri        | Papírsúly    |                   | Alodji Edoh (TOG) · nem vett részt      | Mohamed Said Abdel Wehab (EGY) · visszalépett | Orlando Maldonado (PUR) · 0-5  | kiesett           | kiesett           | 5.       |
| Luis Portillo       | Kisváltósúly | erőnyerő          | Farouk Chanchoun (IRQ) · nem vett részt | Christian Sittler (AUT) · KO                  | Kazimierz Szczerba (POL) · 0-5 | kiesett           | kiesett           | 5.       |
| Juan Domingo Suárez | Félnehézsúly |                   | Hocine Tafer (FRA) · KO                 | Jakab Vilmos (HUN) · KO                       | Janusz Gortat (POL) · 1-4      | kiesett           | kiesett           | 5.       |

## Sportlövészet
Nyílt
| Versenyző             | Versenyszám           | Pont | Helyezés |
| --------------------- | --------------------- | ---- | -------- |
| Osvaldo Scandola      | Gyorstüzelő pisztoly  | 585  | 27.      |
| Oscar Yuston          | Gyorstüzelő pisztoly  | 565  | 40.      |
| Juan Casey            | Szabadpisztoly        | 515  | 43.      |
| Ricardo Rusticucci    | Sportpuska, fekvő     | 583  | 57.      |
| Jorge di Giandoménico | Sportpuska, összetett | 1106 | 51.      |
| Firmo Roberti         | Skeet                 | 193  | 11.      |

## Úszás
Férfi
| Versenyző     | Versenyszám | Előfutam | Előfutam | Előfutam | Elődöntő | Elődöntő | Elődöntő | Döntő   | Döntő    |
| Versenyző     | Versenyszám | Idő      | Hely.    | Össz.    | Idő      | Hely.    | Össz.    | Idő     | Helyezés |
| ------------- | ----------- | -------- | -------- | -------- | -------- | -------- | -------- | ------- | -------- |
| Conrado Porta | 100 m hát   | 1:01,13  | 6.       | 31.      | kiesett  | kiesett  | kiesett  | kiesett | kiesett  |
| Conrado Porta | 200 m hát   | 2:09,75  | 5.       | 21.      |          |          |          | kiesett | kiesett  |

Női
| Versenyző                                                   | Versenyszám            | Előfutam | Előfutam | Előfutam | Elődöntő | Elődöntő | Elődöntő | Döntő   | Döntő    |
| Versenyző                                                   | Versenyszám            | Idő      | Hely.    | Össz.    | Idő      | Hely.    | Össz.    | Idő     | Helyezés |
| ----------------------------------------------------------- | ---------------------- | -------- | -------- | -------- | -------- | -------- | -------- | ------- | -------- |
| Susana Coppo                                                | 400 m gyors            | 4:57,41  | 6.       | 33.      |          |          |          | kiesett | kiesett  |
| Susana Coppo                                                | 200 m gyors            | 2:19,26  | 7.       | 38.      |          |          |          | kiesett | kiesett  |
| Susana Coppo                                                | 100 m gyors            | 1:02,46  | 6.       | 39.      | kiesett  | kiesett  | kiesett  | kiesett | kiesett  |
| Rossana Juncos                                              | 100 m gyors            | 1:01,89  | 6.       | 36.      | kiesett  | kiesett  | kiesett  | kiesett | kiesett  |
| Rossana Juncos                                              | 100 m pillangó         | 1:06,76  | 6.       | 32.      | kiesett  | kiesett  | kiesett  | kiesett | kiesett  |
| Rossana Juncos                                              | 200 m pillangó         | 2:28,81  | 6.       | 31.      |          |          |          | kiesett | kiesett  |
| Rossana Juncos                                              | 100 m mell             | 1:21,53  | 6.       | 36.      | kiesett  | kiesett  | kiesett  | kiesett | kiesett  |
| Patricia Spohn                                              | 200 m mell             | 2:59,51  | 8.       | 38.      |          |          |          | kiesett | kiesett  |
| Claudia Bellotto                                            | 100 m hát              | 1:10,27  | 6.       | 28.      | kiesett  | kiesett  | kiesett  | kiesett | kiesett  |
| Claudia Bellotto                                            | 200 m hát              | 2:32,60  | 7.       | 28.      |          |          |          | kiesett | kiesett  |
| Susana Coppo Patricia Spohn Claudia Bellotto Rossana Juncos | 4 × 100 m gyorsváltó   | 4:14,57  | 6.       | 13.      |          |          |          | kiesett | kiesett  |
| Claudia Bellotto Patricia Spohn Rossana Juncos Susana Coppo | 4 × 100 m vegyes váltó | 4:41,82  | 6.       | 14.      |          |          |          | kiesett | kiesett  |

## Vitorlázás
Nyílt
| Versenyző                               | Versenyszám | Futam  | Futam | Futam | Futam | Futam | Futam | Futam | Pontszám | Helyezés |
| Versenyző                               | Versenyszám | 1      | 2     | 3     | 4     | 5     | 6     | 7     | Pontszám | Helyezés |
| --------------------------------------- | ----------- | ------ | ----- | ----- | ----- | ----- | ----- | ----- | -------- | -------- |
| Juan Firpo                              | Finn dingi  | (29,0) | 24,0  | 20,0  | 17,0  | 25,0  | 29,0  | 29,0  | 144,0    | 23.      |
| Pedro Ferrero Jorge Rão Andrés Robinson | Soling      | (28,0) | 28,0  | 24,0  | 20,0  | 21,0  | 20,0  | 25,0  | 138,0    | 20.      |

## Vívás
Férfi
| Versenyző                                                      | Versenyszám       | Selejtező | Selejtező | Selejtező | Selejtező | Selejtező         | Selejtező | Főtábla           | Főtábla           | Vigaszág          | Vigaszág          | Vigaszág          | Döntő             | Döntő   | Helyezés |
| Versenyző                                                      | Versenyszám       | 1. kör | 1. kör    | 2. kör | 2. kör    | 3. kör            | 3. kör    | 1. kör            | 2. kör            | 1. kör            | 2. kör            | 3. kör            | Döntő             | Döntő   | Helyezés |
| Versenyző                                                      | Versenyszám       | Ellenfél Eredmény | Hely.     | Ellenfél Eredmény | Hely.     | Ellenfél Eredmény | Hely.     | Ellenfél Eredmény | Ellenfél Eredmény | Ellenfél Eredmény | Ellenfél Eredmény | Ellenfél Eredmény | Ellenfél Eredmény | Hely.   | Helyezés |
| -------------------------------------------------------------- | ----------------- | --- | --------- | --- | --------- | ----------------- | --------- | ----------------- | ----------------- | ----------------- | ----------------- | ----------------- | ----------------- | ------- | -------- |
| Daniel Feraud                                                  | Tőr, egyéni       | I. csoport · Klaus Reichert (FRG) · 0-5 · Kuki Péter (ROU) · 2-5 · Lech Koziejowski (POL) · 1-5 · Eduardo Jhons (CUB) · 1-5 · Ali Alamdari (IRI) · 2-5   | 6.        | kiesett | kiesett   | kiesett           | kiesett   | kiesett           | kiesett           | kiesett           | kiesett           | kiesett           | kiesett           | kiesett | 52.      |
| Fernando Lúpiz                                                 | Tőr, egyéni       | D. csoport · Vaszil Sztankovics (URS) · 2-5 · Harald Hein (FRG) · 1-5 · Ed Donofrio (USA) · 4-5 · Fabio Dal Zotto (ITA) · 4-5 · Matthew Chan (HKG) · 5-4 | 5.        | kiesett | kiesett   | kiesett           | kiesett   | kiesett           | kiesett           | kiesett           | kiesett           | kiesett           | kiesett           | kiesett | 44.      |
| Omar Vergara                                                   | Tőr, egyéni       | H. csoport · Matthias Behr (FRG) · 1-5 · Ed Ballinger (USA) · 3-5 · Ahmed Akbari (IRI) · 4-5 · Kavacu Maszanori (JPN) · 1-5 · Jaroslav Jurka (TCH) · 0-5 | 6.        | kiesett | kiesett   | kiesett           | kiesett   | kiesett           | kiesett           | kiesett           | kiesett           | kiesett           | kiesett           | kiesett | 51.      |
| Daniel Feraud                                                  | Párbajtőr, egyéni | B. csoport · Hans Jacobson (SWE) · 1-5 · Hans-Jürgen Hehn (FRG) · 1-5 · Borisz Lukomszkij (URS) · 5-4 · George Varaljay (CAN) · 5-5                      | 4.        | kiesett | kiesett   | kiesett           | kiesett   | kiesett           | kiesett           | kiesett           | kiesett           | kiesett           | kiesett           | kiesett | 43.      |
| Juan Daniel Pirán                                              | Párbajtőr, egyéni | A. csoport · Ralph Johnson (GBR) · 0-5 · Alexander Pusch (FRG) · 1-5 · John Pezza (ITA) · 2-5 · Geza Tatrallyay (CAN) · 1-5                              | 5.        | kiesett | kiesett   | kiesett           | kiesett   | kiesett           | kiesett           | kiesett           | kiesett           | kiesett           | kiesett           | kiesett | 61.      |
| Omar Vergara                                                   | Párbajtőr, egyéni | G. csoport · François Suchanecki (SUI) · 5-1 · Marceli Wiech (POL) · 5-4 · Esfandihar Zarnegar (IRI) · 5-4 · Rolf Edling (SWE) · 1-5                     | 2.        | F. csoport · Hans-Jürgen Hehn (FRG) · 2-5 · Philippe Boisse (FRA) · 2-5 · Jerzy Janikowski (POL) · 3-5 · Ralph Johnson (GBR) · 1-5 · Alekszandr Abusahmetov (URS) · 3-5 | 6.        | kiesett           | kiesett   | kiesett           | kiesett           | kiesett           | kiesett           | kiesett           | kiesett           | kiesett | 34.      |
| José María Casanova                                            | Kard, egyéni      | E. csoport · Viktor Krovopuszkov (URS) · 0-5 · Kovács Tamás (HUN) · 2-5 · Guzman Salazar (CUB) · 1-5 · Eli Sukunda (CAN) · 4-5                           | 5.        | kiesett | kiesett   | kiesett           | kiesett   | kiesett           | kiesett           | kiesett           | kiesett           | kiesett           | kiesett           | kiesett | 40.      |
| Juan Gavajda                                                   | Kard, egyéni      | C. csoport · Ioan Pop (ROU) · 2-5 · Peter Westbrook (USA) · 2-5 · Marót Péter (HUN) · 2-5 · Peter Mather (GBR) · 2-5                                     | 5.        | kiesett | kiesett   | kiesett           | kiesett   | kiesett           | kiesett           | kiesett           | kiesett           | kiesett           | kiesett           | kiesett | 42.      |
| Marcelo Méndez                                                 | Kard, egyéni      | A. csoport · Vlagyimir Nazlimov (URS) · 0-5 · Régis Bonnissent (FRA) · 1-5 · Józef Nowara (POL) · 5-2 · Abdul Hamid Fathi (IRI) · 5-4                    | 4.        | D. csoport · Viktor Szigyak (URS) · 0-5 · Peter Westbrook (USA) · 1-5 · Cornel Marin (ROU) · 0-5 · Leszek Jabłonowski (POL) · 5-3 · Ismail Alamdari (IRI) · 5-0         | 5.        | kiesett           | kiesett   | kiesett           | kiesett           | kiesett           | kiesett           | kiesett           | kiesett           | kiesett | 26.      |
| Daniel Feraud Fernando Lúpiz Juan Daniel Pirán Omar Vergara    | Párbajtőr, csapat | D. csoport · Norvégia (NOR) · 2-14 · Svájc (SUI) · 3-13 · Kanada (CAN) · 8 (66)-8 (68)                                                                   | 4.        | kiesett | kiesett   |                   |           | kiesett           | kiesett           |                   |                   |                   | kiesett           | kiesett | 11.      |
| José María Casanova Juan Gavajda Fernando Lúpiz Marcelo Méndez | Kard, csapat      | D. csoport · Lengyelország (POL) · 6-10 · Magyarország (HUN) · 2-14 · Irán (IRI) · 9-4                                                                   | 3.        | |           |                   |           | kiesett           | kiesett           |                   |                   |                   | kiesett           | kiesett | 9.       |